# دار زوزوفسكي
دار زوزوفسكي (بالعبرية: דר זוזובסקי؛ ولد 24 فبراير 1991) ممثلة وعارضة أزياء إسرائيلية ظهرت كممثلة في الرهائن والجميلة والخباز.